# Spyro Reignited Trilogy
Spyro Reignited Trilogy est un jeu vidéo de plates-formes développé par Toys for Bob et édité par Activision Blizzard. Le jeu est sorti le 13 novembre 2018 sur PlayStation 4 et Xbox One et le 3 septembre 2019 sur Nintendo Switch et Microsoft Windows, dans le cadre du vingtième anniversaire de la franchise Spyro the Dragon.
Il s'agit d'un remake des trois premiers titres de la série : Spyro the Dragon, Spyro 2: Gateway to Glimmer et Spyro: Year of the Dragon, développés à l'origine par Insomniac Games sur PlayStation entre 1998 et 2000.

## Trame
Étant un remake, Spyro Reignited Trilogy reprend la trame de Spyro the Dragon, Spyro 2: Gateway to Glimmer et Spyro: Year of the Dragon.
Le personnage principal est Spyro.

## Système de jeu
Spyro Reignited Trilogy est un jeu de plates-formes en 3D et en vue à la troisième personne.

## Développement
En juin 2017, Activision Blizzard sort la compilation Crash Bandicoot: N. Sane Trilogy sur PlayStation 4, laquelle regroupe les trois premiers jeux de la série Crash Bandicoot. Le jeu reçoit un accueil favorable tant critique que commercial en arrivant en tête des ventes durant deux mois consécutifs via la boutique en ligne de la PlayStation 4. En août 2017, face au succès du jeu, Eric Hirshberg, président d'Activision Blizzard, laisse alors entendre que l'éditeur souhaite continuer sur cette voie. En outre, il ajoute que N. Sane Trilogy a déjoué tous les pronostics, y compris le sien.
Quelques mois plus tard, en février 2018, une rumeur répandue par une journaliste de Kotaku laisse supposer qu'Activision Blizzard préparerait une remastérisation de l'une des trilogies Spyro the Dragon. La série, créée en 1998 par Insomniac Games, est à présent détenue par Activision Blizzard depuis 2008.
En avril 2018, Activision Blizzard confirme à la presse la sortie de Spyro Reignited Trilogy pour le 21 septembre 2018 (ultérieurement repoussé) et qu'il rassemble les trois premiers jeux Spyro the Dragon.  Peu de temps avant l'annonce officielle, plusieurs journalistes et personnalités de YouTube avaient reçu des œufs de dragon violets. Ceux-ci, envoyés depuis les locaux d'Activision Blizzard, étaient également accompagnés d'un message de la part de Falcon McBob – le nom de code du projet – sur lequel il était écrit « Quelque chose va éclore ». À l'occasion de l'annonce, un trailer est dévoilé et présente un comparatif des graphismes entre les trois jeux originaux et la compilation,. Par ailleurs, la bande-annonce figure également dans N. Sane Trilogy. En effet, en réalisant un code unique (grâce aux touches de la manette) dans l'écran-titre de Crash Bandicoot 3, le joueur peut regarder le premier trailer de Spyro Reignited Trilogy,,. À noter que sur PlayStation, ce code existait déjà dans Crash Bandicoot 3 (1998) et qu'il débloquait une démo de Spyro the Dragon (1998).
Le développement de Spyro Reignited Trilogy est confié à Toys for Bob, dans le cadre du 20e anniversaire de la franchise,. Le studio américain est fondé en 1989 par Paul Reiche III et Fred Ford, puis il est racheté en 2005 par Activision. Le studio a déjà travaillé sur Spyro, ayant créé la franchise Skylanders en 2011, qui met en scène sa propre interprétation du personnage.
Le jeu utilise le moteur Unreal Engine 4,. Le studio remastérise de nombreux éléments des jeux de l'époque. En effet, la trilogie contient des environnements améliorés avec plus de 100 niveaux fidèlement cartographiés. Les commandes de jeu sont remis au goût du jour et le gameplay est revu, comprenant une meilleure maniabilité de la caméra et une prise en main plus adaptée avec la manette. La luminosité ambiante est optimisée tandis que les cinématiques sont recréées. À l'inverse, les mouvements des personnages sont reproduits à l'identique afin de conserver les collisions d'origine,,.
En août 2018, l'éditeur et le studio décident de repousser la date de sortie du jeu au 13 novembre 2018.

## Audio

### Bande originale
Les musiques de la compilation sont celles composées originellement par Stewart Copeland pour les trois jeux vidéo. Elles sont remastérisées en interne par Toys for Bob.

### Doublage
Dans la version américaine de Spyro Reignited Trilogy, Spyro est doublé par l'acteur Tom Kenny, qui est la voix originale du personnage dans Spyro 2 (1999) et Year of the Dragon (2000). Richard Tatum, la voix de Bartholomé le Yéti et Agent 9 dans Year of the Dragon (2000), reprend également ses rôles originaux.
Pour le doublage français, Alexandre Gillet qui avait déjà doublé Spyro dans la trilogie de The Legend of Spyro et Skylanders Academy, refait une nouvelle fois la voix du dragon violet. Martial Le Minoux et Patrice Melennec reprennent respectivement les rôles du professeur et de Gros-Sous, ce dernier renommé Richard, du jeu Spyro: A Hero's Tail.

#### Voix françaises
- Alexandre Gillet : Spyro
- Patrick Mancini : Gnasty Gnorc, voix additionnelles
- Leslie Lepkins : Elora
- Marc Duquenoy : Chasseur
- Patrice Melennec : Richard/Gros-Sous
- Martial Le Minoux : le professeur, Twitchy, divers dragons libérés, Pete la chèvre, voix additionnelles
- Marie Chevalot : Sheila
- Denis Boileau : Sergent Byrd, divers dragons libérés
- Marc Saez : Agent 9
- Frédéric Souterelle : Bentley, Stoney, divers dragons libérés, Basil l'explorateur, voix additionnelles
- Juliette Degenne : la sorcière, le droïde inventeur, voix additionnelles
- Adeline Chetail : Bianca, Shorty, Nimbus, Greta, voix additionnelles
- Caroline Pascal : Zoé, Juliette, Handel, voix additionnelles
- Paul Borne : Nestor, divers dragons libérés, voix additionnelles
- Sylvain Lemarié : Delbin, divers dragons libérés
- Serge Thiriet : Alban
- Vincent Violette, Gus, divers dragons libérés, Max le contremaître
- Emmanuel Gradi : Maximos, Ulric, Claude, Magnus
- Stéphane Ronchewski : Jamal, Bob le reporter, divers dragons libérés, le Maire Leo, voix additionnelles
- Benjamin Bollen : Citoyen Horace, voix additionnelles
- Jean-François Kopf : divers dragons libérés
- Patrice Baudrier : divers dragons libérés
- Bruno Méyère : divers dragons libérés
- Bruno Magne
- Frédéric Popovic